# سفارت اسلواکی در واشینگتن
سفارت اسلواکی در واشینگتن (به انگلیسی: Embassy of Slovakia) یک منطقهٔ مسکونی و نمایندگی سیاسی این کشور در ایالات متحده آمریکا است که در واشینگتن، دی.سی. واقع شده‌است.